# Marcelliopsis
Marcelliopsis es un género de fanerógamas con cuatro especies pertenecientes a la familia Amaranthaceae.  Comprende 4 especies descritas y de estas, solo 3 aceptadas.

## Taxonomía
El género fue descrito por Hans Schinz y publicado en Die natürlichen Pflanzenfamilien, Zweite Auflage 16c: 48. 1934.

## Especies aceptadas
A continuación se brinda un listado de las especies del género Marcelliopsis aceptadas hasta septiembre de 2012, ordenadas alfabéticamente. Para cada una se indica el nombre binomial seguido del autor, abreviado según las convenciones y usos. 
- Marcelliopsis denudata (Hook.f.) Schinz
- Marcelliopsis splendens Schinz
- Marcelliopsis welwitschii (Hook.f.) Schinz